# Hipoteza o povezanosti pobačaja i raka dojke
Hipoteza o povezanosti pobačaja i raka dojke je hipoteza koja pretpostavlja da inducirani prekid trudnoće povećava rizik od razvoja raka dojke. Neke znanstvene studije i analize potvrdile su povezanost, a dio je utvrdio da pobačaj ne utječe na povećani rizik od raka dojke. 

## Hipoteza
Visoke razine ženskog hormona estrogena prisutne su u tijelu žene tijekom prva tri mjeseca trudnoće. Time se potiče rast stanica u dojkama, koje omogućuju proizvodnju mlijeka (laktaciju). Te stanice se razvijaju tijekom prve trudnoće. Ako se tada razviju do kraja, ostaju i više se ne moraju ponovno razvijati u slučaju novih trudnoća. Pri kraju trudnoće, hormoni pomažu sazrijevanju stanica u dojkama i uklanjaju nepotrebne stanice. Istraživanja pokazuju, da nakon prve ženine trudnoće, koja je rezultirala porodom, hormonalne promjene tako djeluju na dojke da znatno smanjuju rizik od pojave od raka dojke.
Pobačaj u prvoj trudnoći onemogućava potpuno sazrijevanje stanica u dojkama, zaduženih za proizvodnju mlijeka, tako da milijuni tih stanica ostaju u ranjivom i nedozrelom stanju, što povećava rizik od raka dojke.
Spontani pobačaji ne povećavaju rizik od raka dojke. Oni se ponekad dogode, zato što jajnici nisu proizveli dovoljnu količinu hormona i nije došlo do visoke razine estogena potrebne za održanje trudnoće. Spontani pobačaj je prirodni prekid abnormalne trudnoće, dok je pobačaj umjetni prekid normalne trudnoće. 

## Zastupanje hipoteze
Istraživački tim na čelu s liječnicom Joel Brind, predsjednicom američkog Instituta za prevenciju raka proveo je analizu 33 znanstvene studije o raku dojke. U 27 od 33 studije, potvrđuje se povezanost raka dojke i pobačaja. Žene koje su pobacile imaju 30% veći rizik od pojave raka dojke. One koje su imale pobačaj prije 18. godine ili nakon 30. godine imale su 100% veći rizik. Djevojke koje su imale pobačaj prije 18. godine i imale su nekoga u krvnome srodstvu tko je imao rak dojke, poslije 45. godine imaju povećani rizik za pojavu oboljenja. Ponavljani pobačaji mogu povećati rizik od raka dojke do 400%.
Nekoliko studija pokazuje,da žene koje su učinile pobačaj i potječu iz obitelji gdje je bilo slučajeva raka dojke, ne samo da će imati veće šanse za rizik od raka dojke, već će rak brže napredovati i teže će se liječiti, bit će agresivniji i i rašireniji i smrt će prije uslijediti.
Britanska medicinska udruženja "The Royal College of Obstetricians and Gynecologysts in Britain" i "British Pregnancy Advisory Service" objavili su službena priopćenja o postojanju rizika od raka dojke povezanih s pobačajem.
U SAD-u, bilo je nekoliko sudskih tužbi protiv klinika, iz razloga što prije pobačaja nisu upoznali pacijentice s rizikom od raka dojke.

## Negiranje hipoteze
Medicinske organizacije "American Medical Association", "American College of Obstetricians and Gynecologists", "World Health Organization i "United States National Cancer Institute" poslije analize studija ustanovili su, da nisu pronašli povezanost između pobačaja i raka dojke.

## Unutarnje poveznice
- Pobačaj
- Rak dojke